# Dynamite Dan 2
Dynamite Dan 2, voller Titel Dynamite Dan 2: Dr. Blitzen and the Islands of Arcanum, ist ein Jump-’n’-Run-Computerspiel in Seitenansicht (Platformer), das 1986 von Mirrorsoft entwickelt und für die 8-Bit-Heimcomputersysteme Amstrad CPC und ZX Spectrum vertrieben wurde.

## Handlung
Dr. Blitzen, Antagonist des Vorgängerspiels Dynamite Dan, hegt erneut Pläne zur Erlangung der Weltherrschaft. Diesmal hat er sein Hauptquartier auf den acht Islands of Arcanum (Arcanum-Inseln) errichtet und beliefert von dort aus die Jugendlichen der Welt mit Schallplatten, die mit unterschwelligen Botschaften versehen sind, die nach und nach die Gehirne der Jugendlichen zerstören. Der Spieler muss sich als Protagonist Dynamite Dan erneut auf die Jagd nach Dr. Blitzen machen, alle acht Inseln besuchen und schließlich das Plattenpresswerk lahmlegen.

## Spielprinzip und Technik
Die Spielwelt besteht aus acht nicht verbundenen Inseln, die aus jeweils 24 bildschirmgroßen Räumen bestehen und von der Seite in 2D dargestellt werden. In jedem Raum befinden sich Gegner, die der Spieler beim Bewegen durch die Räume nicht berühren darf, da er sonst Energie verliert. Durch Springen bzw. Fallen aus zu großer Höhe verliert man ebenfalls Energie. Sinkt die Energie auf Null, ist das Spiel zu Ende. Durch das Aufsammeln bestimmter Gegenstände kann das Energieniveau wieder gesteigert werden. Gegenüber dem ersten Teil gibt es einige Erweiterungen des Gameplays. So können Bomben aufgesammelt werden, mit denen Hindernisse weggesprengt werden können, eine zu findende, spezielle Sonnenbrille schützt den Spieler vor Dr. Blitzens Laserstrahlen, und um mit seinem Luftschiff zur nächsten Insel fliegen zu können, muss Dynamite Dan genug Treibstoff aufsammeln. Jede Insel ist grafisch einem übergeordneten Thema unterstellt, z. B. erinnert eine Insel an eine chinesische Pagode, eine an einen griechischen Tempel und eine an eine Fabrik.

## Rezeption
Das Crash Magazine lobte Sound, Grafik und das generelle Gameplay, das gegenüber dem Vorgänger deutlich motivierender sei, und vergab 93 %. Your Sinclair befand, das Spiel mache süchtig, und vergab 9 von 10 Punkten. Allgemein wurde das Spiel sehr gelobt, kritisiert wurde ausschließlich die wirre Story. In der Jahreswertung 1986 wurde Dynamite Dan 2 von den Lesern des Crash Magazines zum besten Platformer des Jahres gewählt.